# Divergentie (meteorologie)

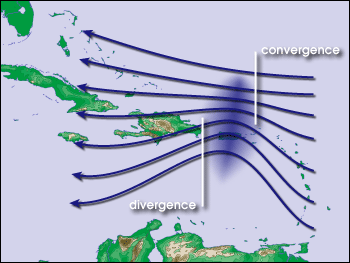
Convergentie- en divergentiegebieden bij het ontstaan van een tropische cycloon in de Caraïben.

Onder divergentie verstaan meteorologen dat lucht vanaf een bepaalde plaats weg wordt gedwongen in verscheidene richtingen.
Wanneer divergentie optreedt nabij het aardoppervlak, kan het tekort aan lucht (onderdruk) enkel worden aangevuld van bovenaf. Er ontstaat dus een neerwaartse beweging, waardoor de luchtdruk aan de grond zal gaan stijgen.
Wanneer divergentie optreedt in de bovenlucht (onder de tropopauze) wordt lucht aangezogen van onderaf. Er komt dus een stijgbeweging op gang, en de luchtdruk aan de grond zal gaan dalen.
Het omgekeerde van divergentie is convergentie.
Convergentie en divergentie komen ook voor in de ingang en uitgang van een jetstreak.